# Bichique
Le bichique désigne l'alevin de deux espèces de poissons très proches, mais distinctes : Sicyopterus lagocephalus et Cotylopus acutipinnis deux espèces désignées couramment, une fois adulte, par les noms vernaculaire de « cabot à tête de lièvre » et surtout : « Cabot bouche ronde » ,. Ils sont tous deux de la famille des Gobiidés que l'on trouve dans les eaux tropicales côtières des îles de l'océan Indien (Madagascar, Mayotte, Réunion, Maurice, …), à l'embouchure des rivières ainsi qu'en eau douce.

## Pêche

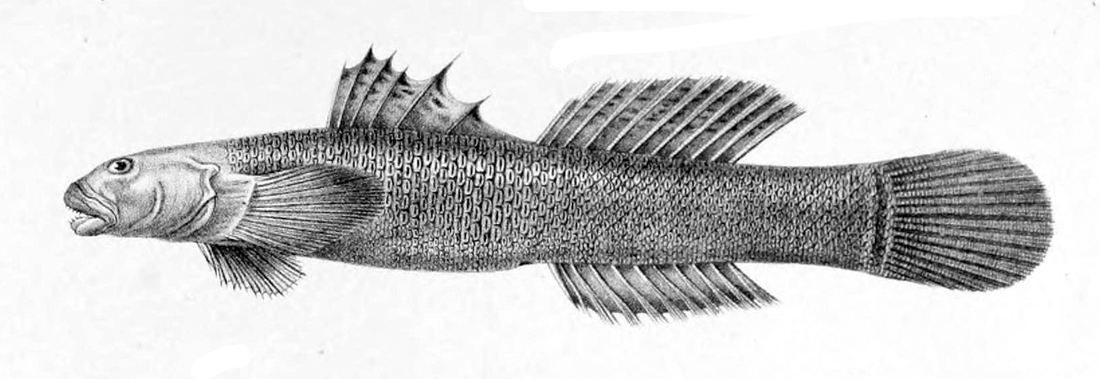
L'alevin du Cabot bouche ronde est un bichique.

Après avoir pondu en amont des rivières, le poisson voit ses œufs emportés par le courant jusqu'à l'océan. Les alevins (bichiques) ne se mettent à remonter les cours d'eau qu'en été.
À La Réunion, cette nouvelle se répand rapidement de bouche-à-oreille sous la forme bichik la monté! Dès lors, les petits sont avidement pêchés grâce à une série de nasses coniques appelées « vouves » placées à l'embouchure des rivières de l'est. Constituant un mets apprécié dans l'île, l'alevin est un produit de luxe dont le kilogramme peut atteindre 80 euros.

## Risque de surpêche et menace

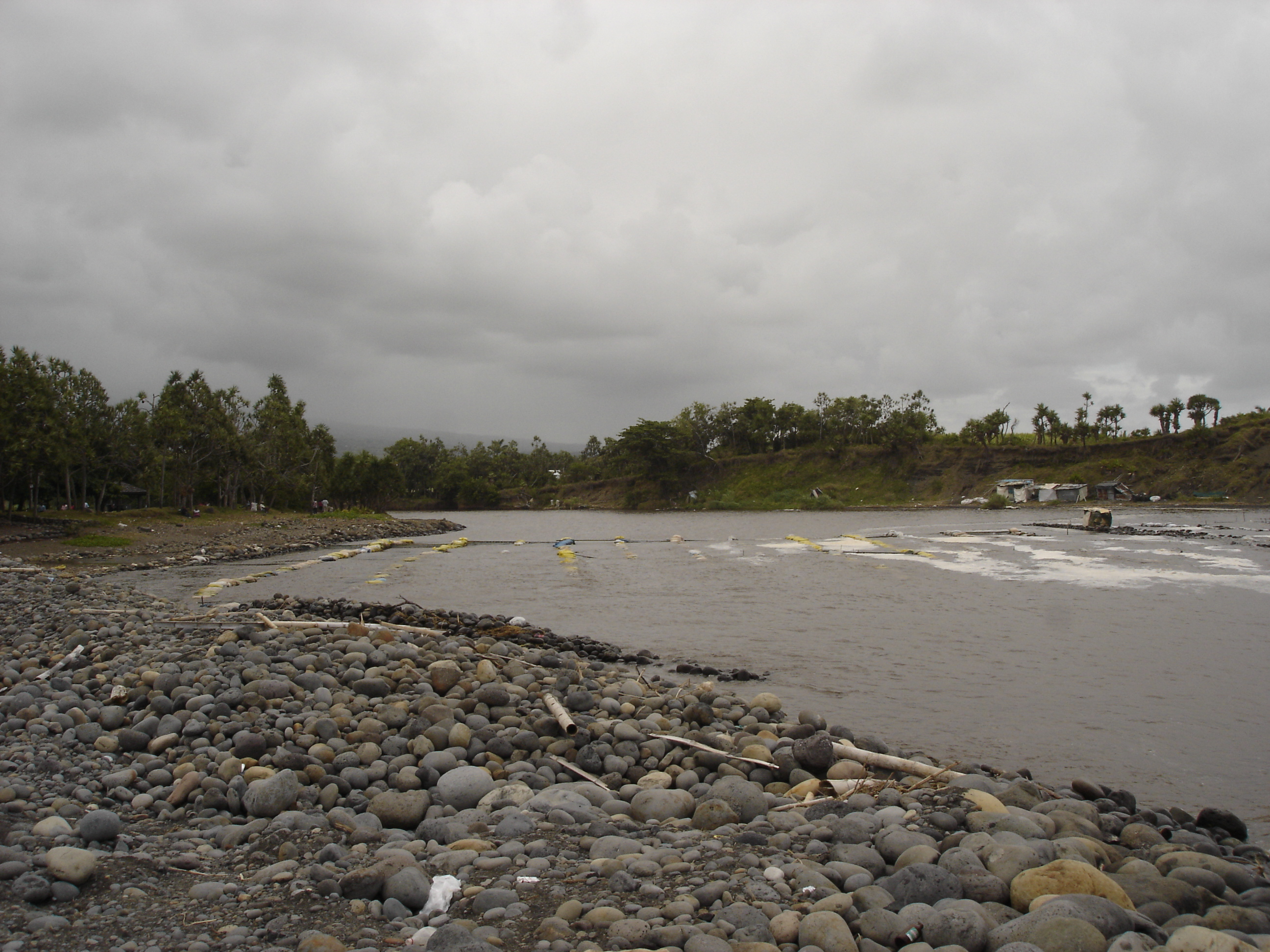
Canaux pour la pêche des bichiques sur la Rivière des Roches, à La Réunion.

En 2008, la Fédération de pêche estimait que pour 8 à 10 000 pêcheurs en eau douce à La Réunion, 300 environ pêchent les bichiques (en fait en eau saumâtre), mais seuls 800 adhérents sont officiellement inscrits à la fédération, les autres pratiquant sans carte de pêche. 12 gardes seulement sont chargés des contrôles en amont, mais ils n'ont pas autorité dans les estuaires (domaine des Affaires maritimes couvert par une brigade nautique de six personnes et la Brigade de la nature de l'océan Indien (6 personnes également), qui doivent surveiller un très large territoire). Les pêcheurs d'alevins qui ont un gros impact sur la ressource ne payent pas la redevance mise en place par la loi sur l'eau, au motif que la loi cite l'anguille, la truite et le saumon et non les espèces locales de La Réunion.
Un décret préfectoral réglemente cette pêche. Le prix élevé des bichiques (aux alentours de 100 €/kg en 2023) encourage leur braconnage ou leur surpêche, et comme l'anguille, l'esturgeon ou le saumon en France métropolitaine, l'espèce est considérée comme en forte régression. Elle est d'ailleurs considérée depuis juillet 2010 par le Comité français de l'Union Internationale pour la Conservation de la Nature (UICN) comme quasi-menacée de disparition.